# Toiletpasser
En toiletpasser er en person der passer og rengør offentlige toiletter og tager mod betaling for sine ydelser af de besøgende. I Danmark er den populære omtale- og tiltaleform for kvindelige og mandlige toiletpassere hhv. tissekone og tissemand. Toiletpassere sørger også for god orden og kan også sørge for at toiletterne ikke benyttes til at indtage euforiserende stoffer.
Som ved andre manuelle jobs i den vestlige verden, bliver der også færre toiletpassere til at passe arbejdet på offentlige toiletter, da disse i overvejende grad erstattes af automatiseret adgangskontrol med betalingsanlæg. De offentlige toiletter i København på Israels Plads, Trianglen, Vesterbro Torv og i Nyhavn bemandes dog stadig af i alt 28 tissekoner og tissemænd.
Toiletpassere på eksklusive offentlige toiletter rundt om i verden, som f.eks. på hoteller, i barer, natklubber og restauranter, kan udover grundydelsen også tilbyde et mindre udvalg af toiletartikler, parfume, mundskyl, tyggegummi, cigaretter og eventuelt kondomer.